# Ölzeltpark

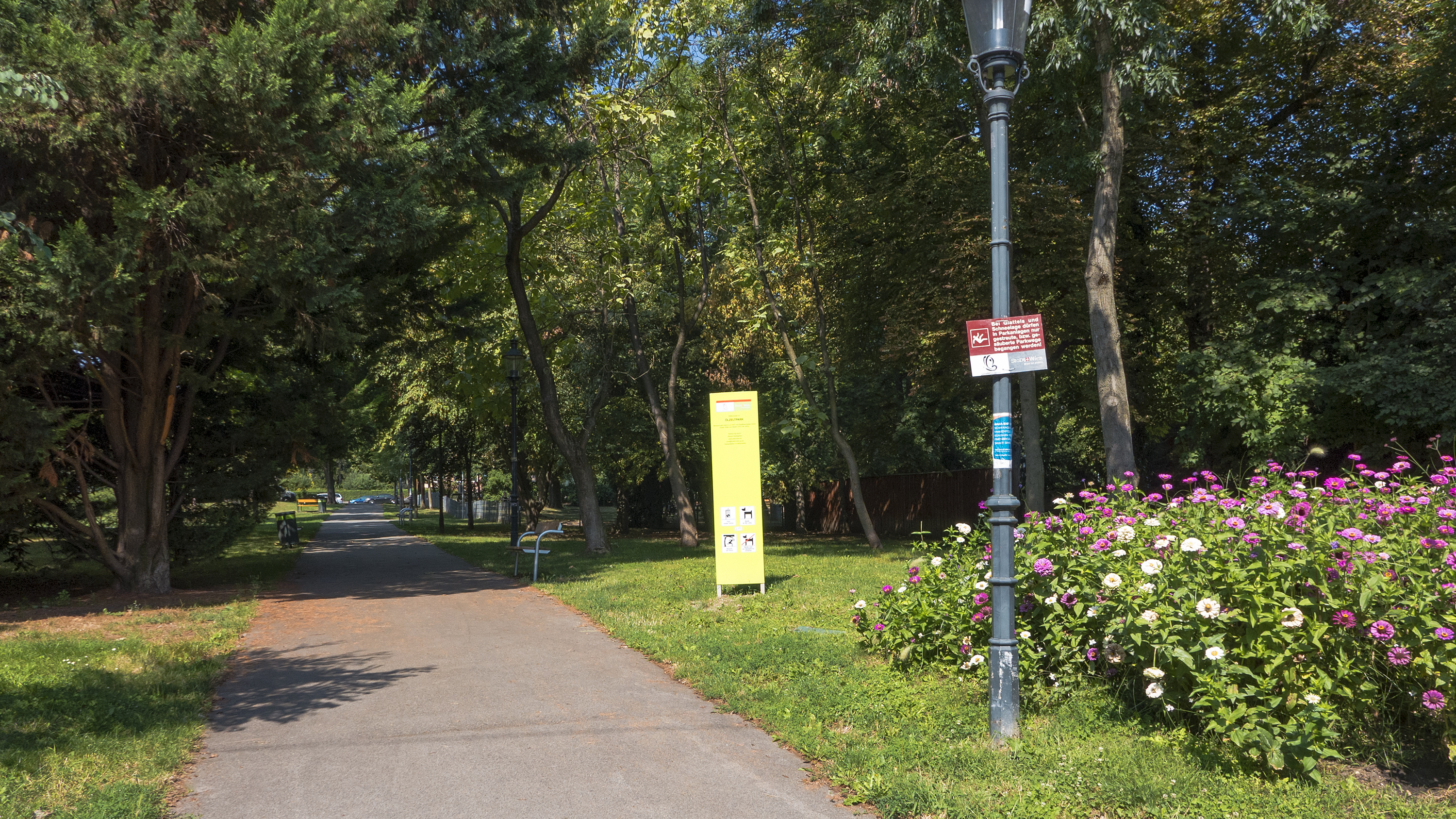
Der Ölzeltpark (2016)

Der Ölzeltpark ist ein Wiener Park im 23. Bezirk, Liesing.

## Beschreibung

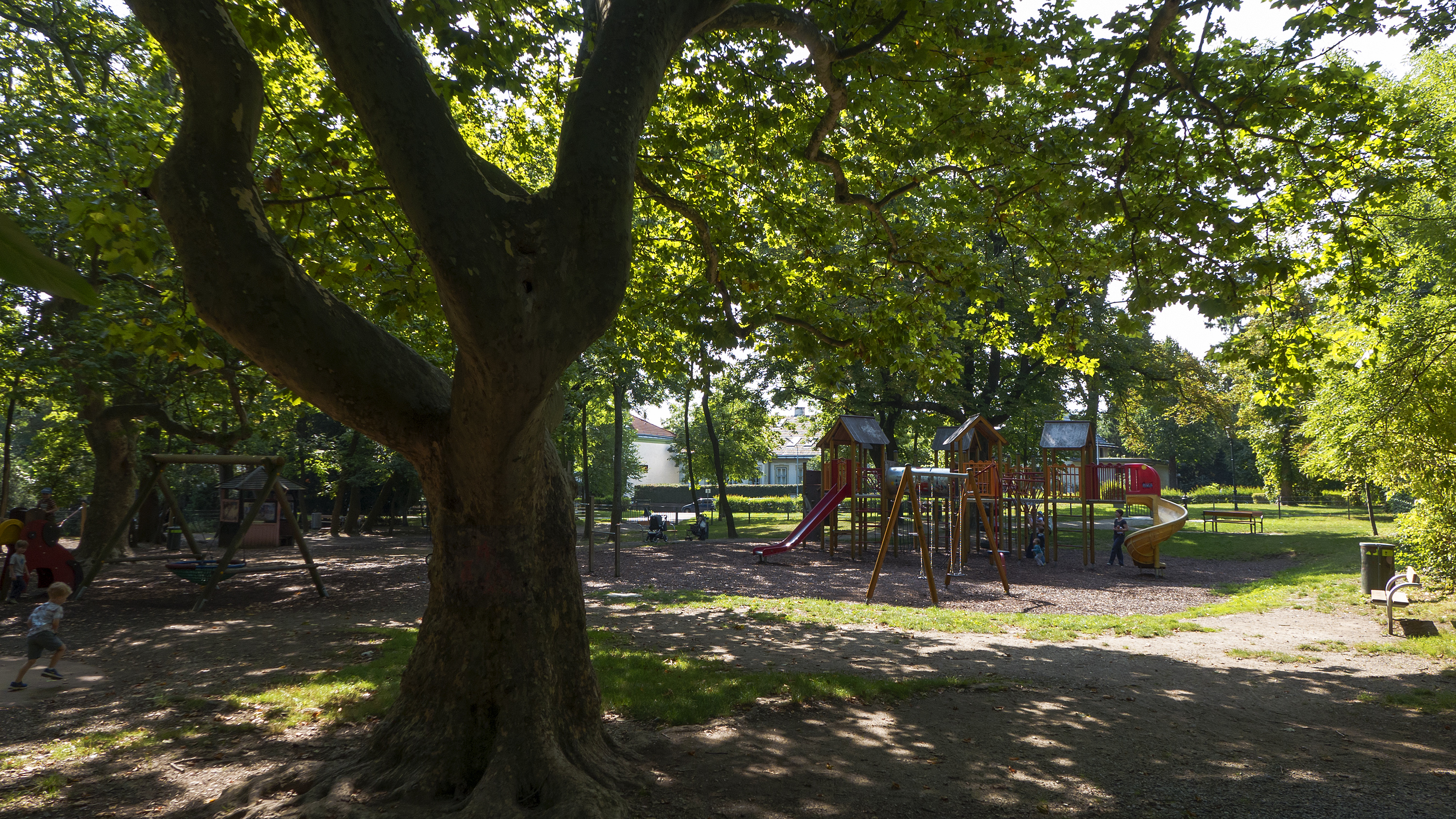
Der Ölzeltpark (2016)

Der Ölzeltpark ist ein ca. 10.000 m² großer Park in Mauer. Er liegt zwischen Ölzeltgasse, Dr.-Barilits-Gasse, Maurer Hauptplatz und Geßlgasse. Neben Wiesenflächen und einem sehr dichten und alten Baumbestand verfügt er über einen eingezäunten Kleinkinder-, Kinder- und Jugendspielplatz, Sandspielplatz, Hundezone und einen Trinkbrunnen. Er umgrenzt die ehemalige Ölzelt-Villa, das spätere Park Café Mauer, heutiges Gösser-Schlössl.

## Geschichte

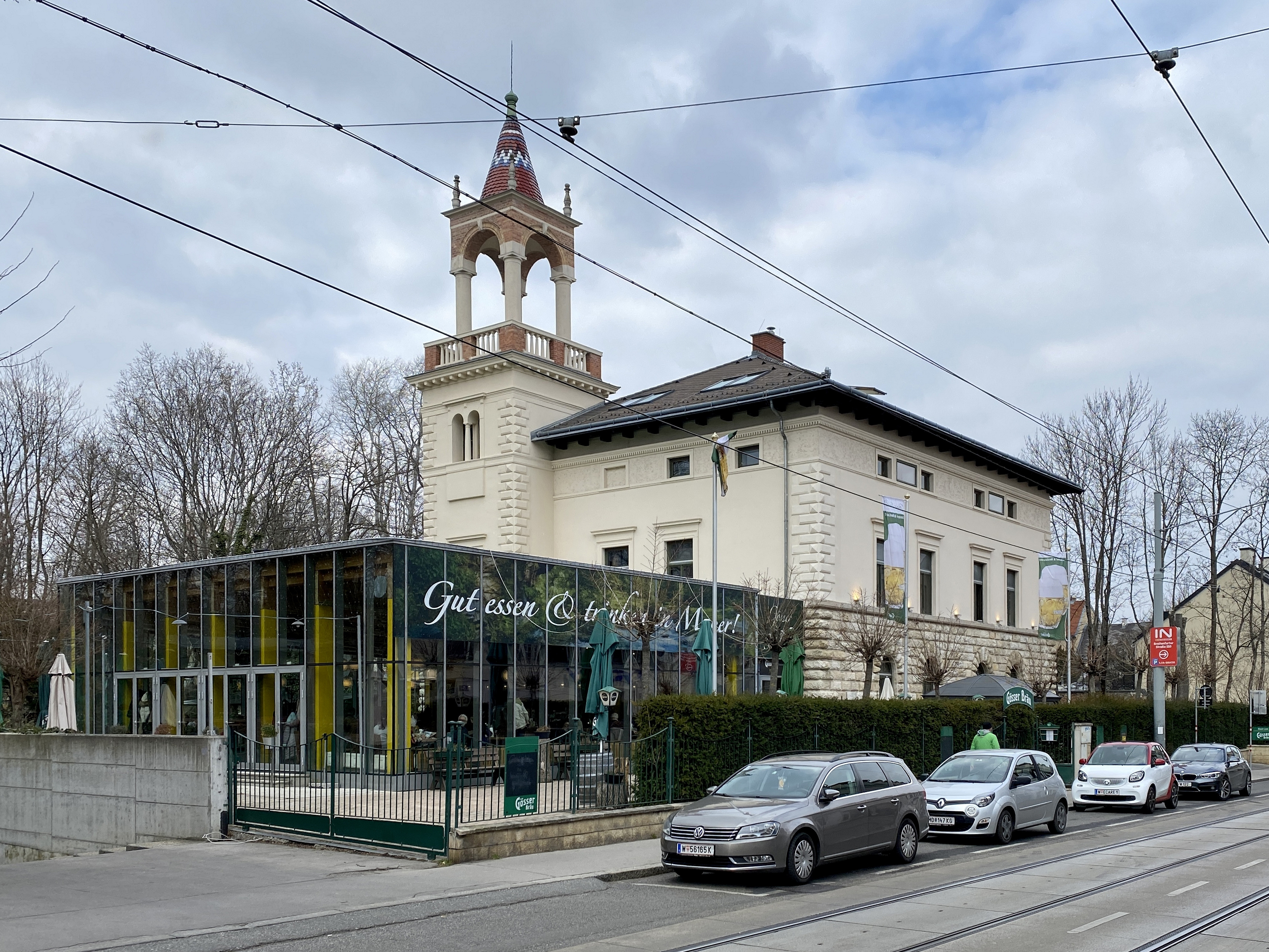
Der ehemalige Sitz der Familie Ölzelt (2022)

Der Ölzeltpark wurde nach dem k. k. Hof- und Stadtbaumeister Anton Ölzelt, Ritter von Newin (1817–1875) benannt. Dieser erwarb mit seiner Frau am 19. Februar 1859 das Haus Nr. 183 in der Kirchengasse 4, die heute Geßlgasse heißt. Im Herbst 1859 erwarb er die angrenzenden Grundstücke, die heute den Ölzeltpark bilden. Am 12. Oktober 1875 starb er und vererbte den Besitz an seine drei Söhne. Der älteste, Anton Ritter Ölzelt, erbaute das Hauptgebäude – die Ölzelt-Villa, heutiges Gösser Schlössl – im Stil der italienischen Renaissance neu. Als Vorbild diente ihm der Palazzo Strozzi in Florenz. Der Plan dazu stammt vom Architekten Josef von Wieser. Am 11. Dezember 1911 verkaufte Anton Ritter Ölzelt den gesamten Besitz an die Gemeinde Mauer. Das Gebäude sollte das neue Rathaus werden und der Platz, auf dem sich heute der Ölzeltpark befindet, zum Neubau einer Volks- und Bürgerschule dienen. Die Pläne scheiterten am Ersten Weltkrieg.

## Sehenswürdigkeiten

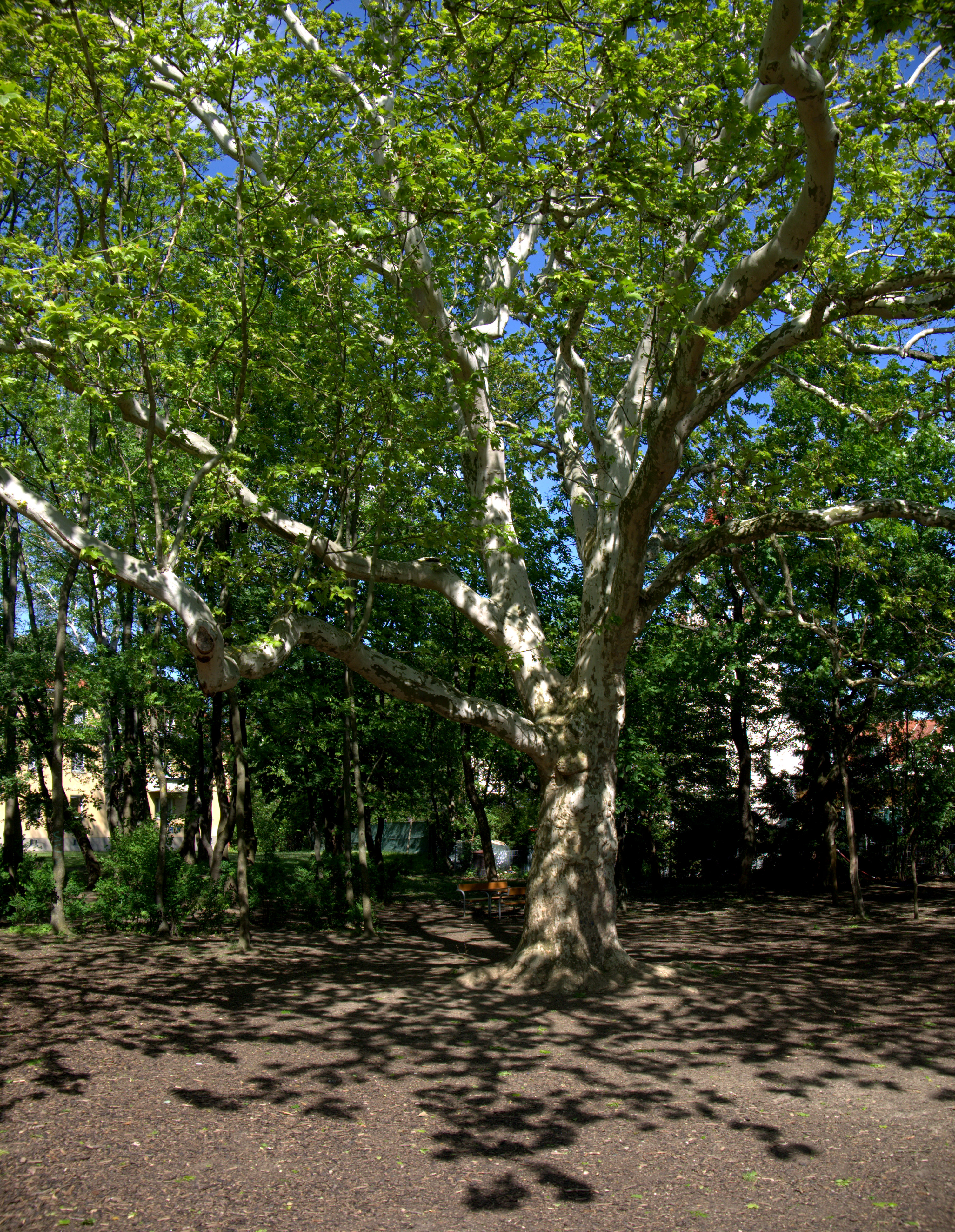
Einer der geschützten Platanen (2014)

- Im Ölzeltpark befindet sich das Naturdenkmal 551, eine Baumgruppe aus zwei Platanen und jeweils einer Baumhasel, Robinie, Eibe, Esche, Feldahorn, Weißkiefer und Trompetenbaum.[5]
- Gleich neben dem Park, teilweise von diesem umschlossen, in der Geßlgasse 4A, befindet sich der oben beschriebene, denkmalgeschützte, ehemalige Sitz der Familie Ölzelt (Listeneintrag[6]). Ab 1913 wurde er verpachtet und beherbergte zunächst bis 1985 das Park Café Mauer, danach bis zu einem Brand 1996 ein Chinesisches Restaurant. Im Obergeschoß befand sich von 1932 bis 1987 ein Rittersaal der Schlaraffia (Reych Auf der Mauer). Am 1. Jänner 2000 wurde das Gebäude unter Denkmalschutz gestellt.[4]